# Geoxus
Geoxus is een geslacht van zoogdieren uit de familie van de Cricetidae. De wetenschappelijke naam van het geslacht werd in 1919 gepubliceerd door Oldfield Thomas. 

## Soorten
Er worden 4 soorten in dit geslacht geplaatst:
- Geoxus annectens (Patterson, 1992)
- Geoxus lafkenche Teta & D'Elía, 2020
- Geoxus michaelseni (Matschie, 1898)
- Geoxus valdivianus (R. A. Philippi, 1858)